# ومن الحب ما قتل (فلم)
ومن الحب ما قتل هو فيلم دراما مصري من إخراج حسام الدين مصطفى وتأليف فيصل ندا  ومن بطولة نجوى إبراهيم، حسين فهمي، مجدي وهبة، عزيزة راشد وحسين الشربيني، صدر الفيلم في 5 يونيو 1978.

## نبذة
بعد وفاة زوجها، تقرر ناهد الزواج من جلال الذي أحبها قبل زواجها الأول، يقرر الاثنان قضاء إجازتهما في الإسكندرية، يعرف علاء صديق زوجها الأول بزواج ناهد، لكنه لا يزال عند شكوكه حول كيفية موت الزوج غرقًا، تدور شكوكه حول الزوج الجديد جلال، وينقل شكه لناهد التي تنكر في البداية، لكنها عندما تفاتح جلال في الأمر حول هذه الشكوك لا ينكر، ويهددها بالقتل إذا تركته، تنتهز الفرصة عند أول لحظة يمكن فيها الهرب.

## وصلات خارجية
- مقالات تستعمل روابط فنية بلا صلة مع ويكي بيانات